# Gypsophila polyclada
Gypsophila polyclada là loài thực vật có hoa thuộc họ Cẩm chướng. Loài này được Fenzl ex Boiss. mô tả khoa học đầu tiên năm 1867.